# Catalina Dáshkova
Yekaterina Románovna Vorontsova, princesa Dáshkova (en ruso: Екатери́на Рома́новна Воронцо́ва-Да́шкова), conocida generalmente como Catalina Dáshkova fue una filóloga rusa.
Nacida en San Petersburgo en 1743, participó en la conspiración contra Pedro III que llevó al trono a Catalina II, amiga suya que la favoreció desde ese momento. El Duque de Almodóvar, que fue testigo de esta conspiración, menciona a Dáshkova en su correspondencia como embajador en Rusia de la siguiente manera: "Cuentan a esta señora por el principal personaje que ha conducido la intriga. Es dama que aún no tiene 20 años pero muy llenos de méritos." Dáshkova comenzó a publicar artículos de temática social firmándolos como una mujer rusa.
En 1783 fue nombrada directora de la Academia de Ciencias de Rusia, fundando más tarde la Academia Rusa, desde donde fue la principal responsable de la publicación del primer gran diccionario en lengua rusa, además de impulsora de la reforma educativa.
A la muerte de su amiga Catalina II fue desterrada a pesar de su importante labor, pues el hijo de Pedro III, Pablo I, no había olvidado su participación en la deposición y muerte de su padre ayudando a su madre. No pudo regresar a Rusia hasta el 1801, con la subida al trono de Alejandro I.
Escribió memorias «Mon Histoire», 1804-1806 y versos en ruso y en francés. Es la autora de algunas piezas de teatro ("Las bodas de Fabián", "Toisiokov" (1786)).
Murió en Moscú en 1810.